# 刘士胥
刘士胥（1963年—），山东莱州人，1980年11月加入中国人民解放军，少将军衔。歷任中共重庆市委常委、重庆警备区司令员。
入伍后，曾参加1981年、1984年和1999年大阅兵，完成香港政权交接仪式和澳门政权交接仪式、1990年亚洲运动会的礼仪和升旗任务。曾任中国人民解放军仪仗大队大队长、中国人民解放军北京卫戍区副参谋长，曾负责2008年奥运会和残奥会的礼仪和升旗任务。2016年8月，任中国人民解放军北京卫戍区参谋长。2019年庆祝中华人民共和国成立70周年大会阅兵式中，担任徒步方队指挥部副指挥员，领导指挥15个徒步方队。2021年，任中国人民解放军重庆警备区司令员。2022年9月，任中共重庆市委委员、常委。
2017年7月，晋升为中国人民解放军少将。